# Championnats du monde de natation 2013
Navigation
Mondiaux 2011 Mondiaux 2015
La 15e édition des Championnats du monde de natation se déroule du 19 juillet au 4 août 2013 à Barcelone, en Espagne, sur le site olympique des Piscines Bernat Picornell, sur la montagne de Montjuïc.
Le nom officiel de la compétition, en anglais, est « XVth FINA World Championships ».
Après l'attribution initiale de l'organisation de la compétition à Dubaï aux Émirats arabes unis, finalement annulée en raison des difficultés économiques de l'émirat, une nouvelle procédure avait été ouverte afin de désigner la ville hôte. Elle aboutit en septembre 2010 au choix de Barcelone.

## Désignation de la ville hôte
Dubaï aux Émirats arabes unis est désignée ville hôte de l'événement le 18 juillet 2009 par la Fédération internationale de natation dans le cadre des Championnats du monde 2009 organisés à Rome en Italie. La candidature émiratie est alors préférée aux dossiers allemand de Hambourg et russe de Moscou. En mars 2009, quatre autres dossiers de candidature avait été écartés : Belgrade (Serbie), Budapest et Balatonfüred (Hongrie), Hong Kong (Chine) et Madrid (Espagne),. Pourtant, en raison de difficultés financières liées à la crise économique mondiale, l'émirat se voit retirer l'organisation de la compétition par la FINA le 15 mai 2010, laquelle fédération lance immédiatement un appel aux candidatures,.
Si le projet émirati n'avait pas failli, le pays aurait accueilli pour la première fois l'événement bisannuel organisé par la FINA, quelques mois après l'organisation des Championnats du monde en petit bassin 2010. L'ensemble des compétitions en bassin devaient se dérouler au cœur du complexe Dubai Sports City, dont la fin des travaux était prévue pour le début de l'année 2011.
Cinq villes se sont portées candidates pour remplacer Dubaï : Barcelone (Espagne), Hambourg (Allemagne), Moscou (Russie), Sydney (Australie) et Séoul (République de Corée). Le 26 septembre 2010, Barcelone est désignée.

## Organisation
C'est la première fois que le plongeon de haut vol est admis comme épreuve des championnats du monde.

### Calendrier
La cérémonie d’ouverture a lieu le vendredi 19 juillet 2013 et celle de clôture le dimanche 4 août.
Les compétitions de natation en eau libre, de natation synchronisée et de plongeon ont lieu les dix premiers jours, entre le samedi 20 et le samedi 27 juillet (le dimanche 28 pour le plongeon).
Le tour préliminaire du tournoi féminin de water-polo a lieu du dimanche 21 au samedi 27 juillet, avec phase éliminatoire du lundi 29 juillet jusqu'à la finale du vendredi 2 août. Le tour préliminaire du tournoi masculin a lieu du lundi 22 au dimanche 28 juillet, avec phase éliminatoire du 30 juillet jusqu'à la finale le samedi 3 août.
Les compétitions de natation sportive ont lieu du dimanche 28 juillet au dimanche 4 août.
| Juillet/août 2013     | Ven 19 | Sam 20 | Dim 21 | Lun 22 | Mar 23 | Mer 24 | Jeu 25 | Ven 26 | Sam 27 | Dim 28 | Lun 29 | Mar 30 | Mer 31 | Jeu 1 | Ven 2 | Sam 3 | Dim 4 | Médailles d'or |
| --------------------- | ------ | ------ | ------ | ------ | ------ | ------ | ------ | ------ | ------ | ------ | ------ | ------ | ------ | ----- | ----- | ----- | ----- | -------------- |
| Cérémonies            | O      |        |        |        |        |        |        |        |        |        |        |        |        |       |       |       | C     |                |
| Natation sportive     |        |        |        |        |        |        |        |        |        | 4      | 4      | 5      | 4      | 5     | 5     | 6     | 7     | 40             |
| Nage en eau libre     |        | 2      |        | 1      | 1      |        | 1      |        | 2      |        |        |        |        |       |       |       |       | 7              |
| Natation synchronisée |        | 1      | 1      | 1      |        | 1      | 1      | 1      | 1      |        |        |        |        |       |       |       |       | 7              |
| Plongeon              |        | 1      | 1      | 2      | 2      |        | 1      | 1      | 1      | 1      |        |        |        |       |       |       |       | 10             |
| Plongeon de haut-vol  |        |        |        |        |        |        |        |        |        |        |        | 1      | 1      |       |       |       |       | 2              |
| Water-polo            |        |        |        |        |        |        |        |        |        |        |        |        |        |       | 1     | 1     |       | 2              |
| Finales               |        | 4      | 2      | 4      | 3      | 1      | 3      | 2      | 4      | 5      | 4      | 6      | 5      | 5     | 6     | 7     | 7     | 68             |

| Légende |                       |
|         | Cérémonie d'ouverture |
|         | Cérémonie de clôture  |
|         | Jour de compétition   |
|         | Jour de finale        |

### Nations participantes
181 nations participent à ces championnats,,,. L'Équateur, actuellement suspendu par la FINA, participe sous le drapeau de la fédération internationale.
- Afrique du Sud
- Albanie
- Algérie
- Allemagne
- Andorre
- Angola
- Antigua-et-Barbuda
- Antilles néerlandaises
- Argentine
- Arménie
- Aruba
- Australie
- Autriche
- Azerbaïdjan
- Bahamas
- Bahreïn
- Bangladesh
- Barbade
- Belgique
- Bénin
- Bermudes
- Biélorussie
- Birmanie
- Bolivie
- Bosnie-Herzégovine
- Botswana
- Brésil
- Brunei
- Bulgarie
- Burkina Faso
- Burundi
- Cambodge
- Cameroun
- Canada
- République centrafricaine
- Chili
- Chine
- Chypre
- Colombie
- Comores
- République du Congo
- République démocratique du Congo
- Îles Cook
- Corée du Nord
- Corée du Sud
- Côte d'Ivoire
- Costa Rica
- Croatie
- Cuba
- Danemark
- Djibouti
- République dominicaine
- Équateur
- Égypte
- Émirats arabes unis
- Espagne
- Estonie
- États-Unis
- Éthiopie
- Îles Féroé
- Fidji
- Finlande
- France
- Gambie
- Géorgie
- Ghana
- Grèce
- Grenade
- Guam
- Guatemala
- Guinée
- Guyana
- Honduras
- Hong Kong
- Hongrie
- Inde
- Indonésie
- Iran
- Irak
- Irlande
- Islande
- Israël
- Italie
- Jamaïque
- Japon
- Jordanie
- Kazakhstan
- Kenya
- Koweït
- Kirghizistan
- Laos
- Lesotho
- Lettonie
- Liban
- Libye
- Liechtenstein
- Lituanie
- Luxembourg
- Macao
- Macédoine du Nord
- Madagascar
- Malaisie
- Maldives
- Mali
- Malte
- Îles Mariannes du Nord
- Maroc
- Îles Marshall
- Maurice
- Mexique
- États fédérés de Micronésie
- Moldavie
- Monaco
- Mongolie
- Monténégro
- Mozambique
- Namibie
- Népal
- Nicaragua
- Niger
- Nigeria
- Norvège
- Nouvelle-Zélande
- Ouganda
- Ouzbékistan
- Pakistan
- Palaos
- Palestine
- Panama
- Papouasie-Nouvelle-Guinée
- Paraguay
- Pays-Bas
- Pérou
- Philippines
- Pologne
- Porto Rico
- Portugal
- Qatar
- Roumanie
- Royaume-Uni
- Russie
- Rwanda
- Sainte-Lucie
- Saint-Vincent-et-les-Grenadines
- Salvador
- Samoa
- Samoa américaines
- Sénégal
- Serbie
- Seychelles
- Sierra Leone
- Singapour
- Slovaquie
- Slovénie
- Somalie
- Soudan
- Sri Lanka
- Suriname
- Suède
- Suisse
- Syrie
- Tadjikistan
- Tahiti
- Taipei chinois
- Tanzanie
- Tchéquie
- Thaïlande
- Togo
- Tonga
- Trinité-et-Tobago
- Tunisie
- Turkménistan
- Turquie
- Ukraine
- Uruguay
- Venezuela
- Îles Vierges des États-Unis
- Viêt Nam
- Yémen
- Zambie
- Zimbabwe

### Sites

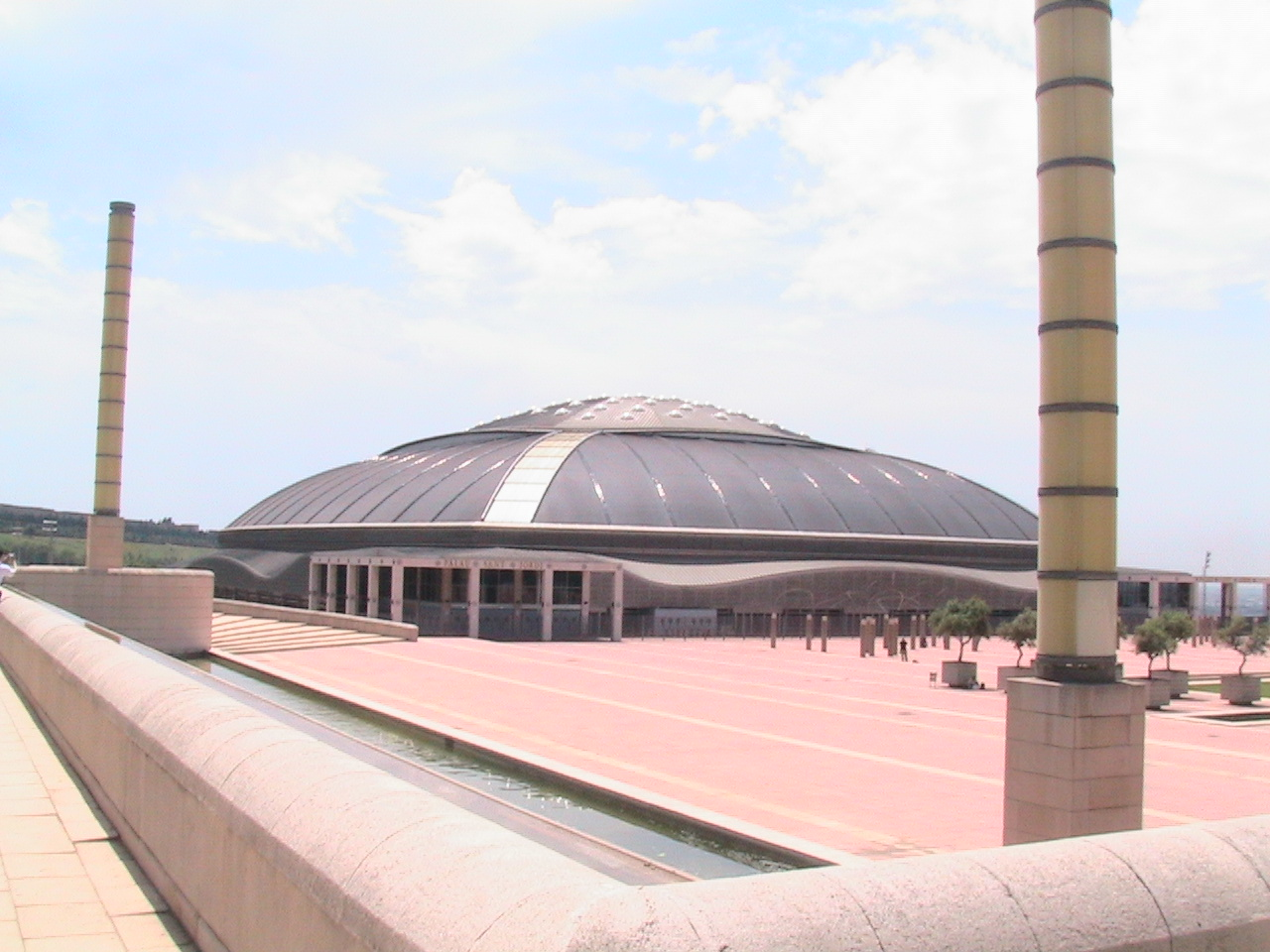
Le Palau Sant Jordi.

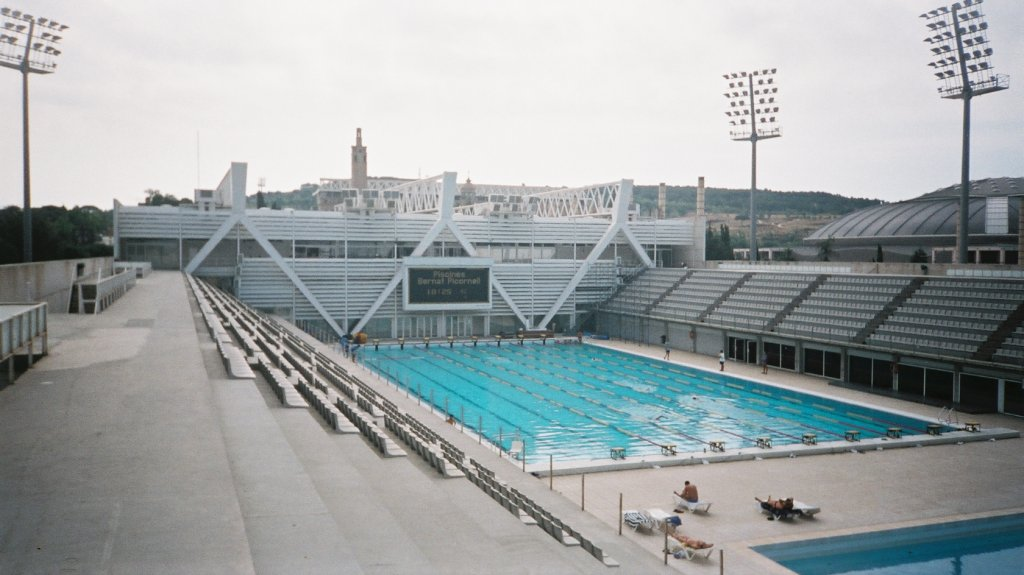
La piscine Bernat Picornell.

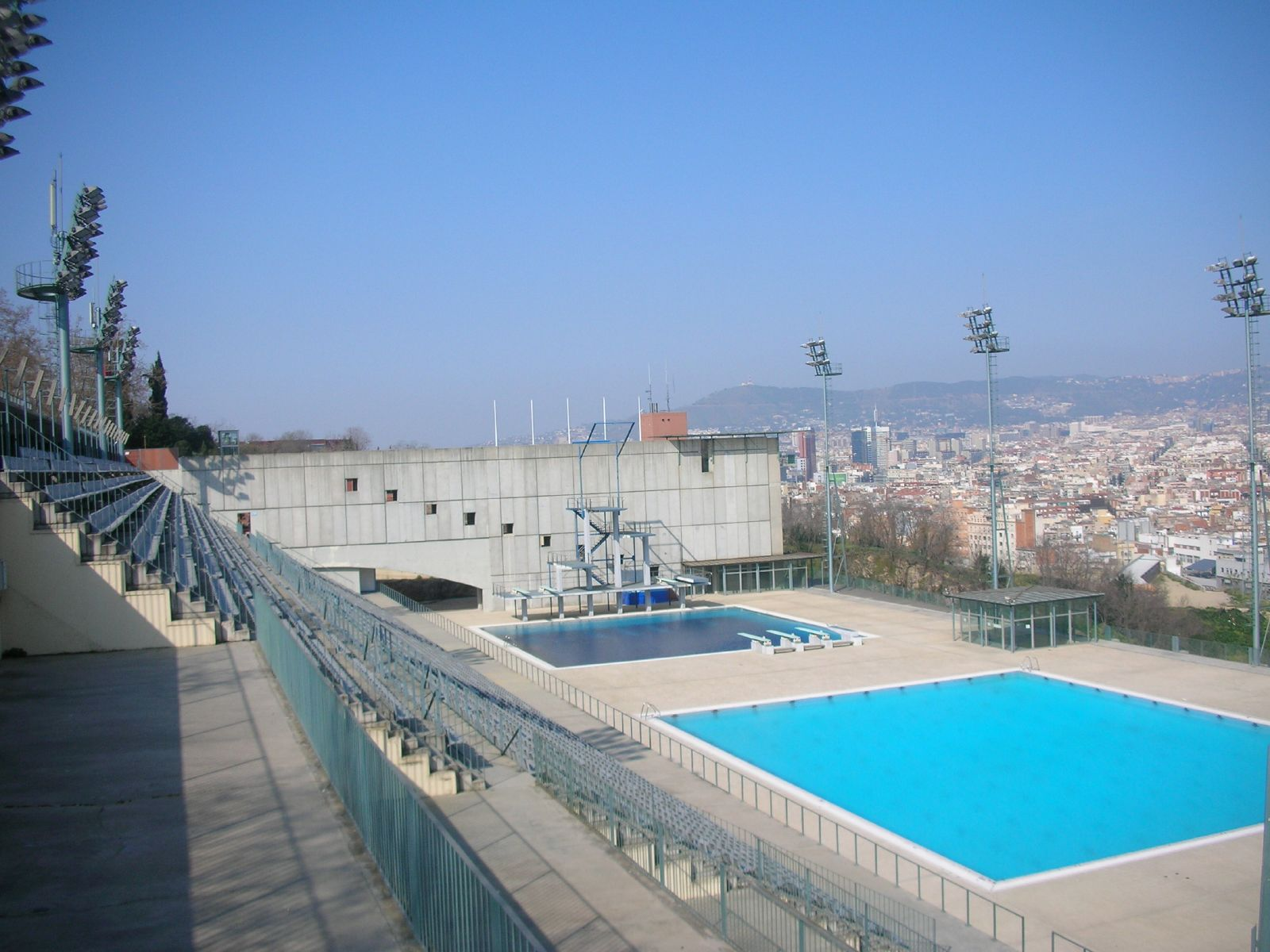
La piscine municipale de Montjuïc et sa vue sur la ville de Barcelone.

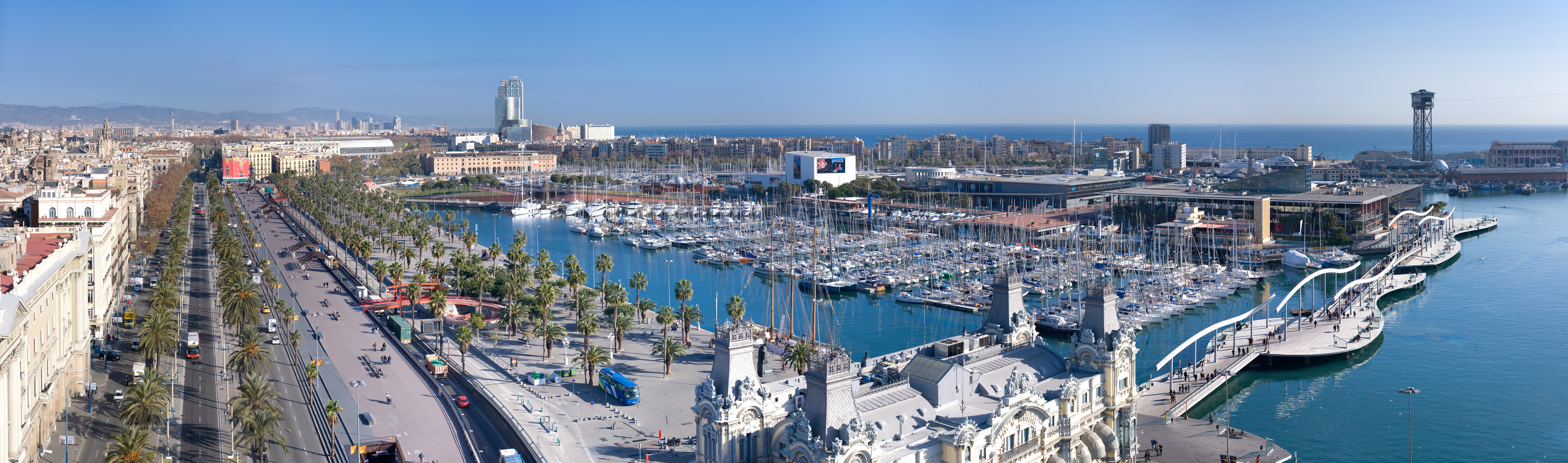
Le Moll de la futsa à gauche du Port Vell.

Quatre sites sont utilisés pour les championnats. Les piscines se situent sur la montagne de Montjuïc et ont été des sites des Jeux olympiques d’été de 1992.
Comme lors des championnats du monde de 2003, un bassin de cinquante mètres et de trois mètres de profondeur est installé dans le Palau Sant Jordi, palais de concert et omnisports d’une capacité de 12 000 spectateurs. Y ont lieu les compétitions de natations synchronisée et sportive.
Construite pour les championnats d’Europe de 1970, la piscine Bernat Picornell de cinquante mètres accueille les matches de water-polo et jusqu'à 5 000 spectateurs.
La piscine municipale de Montjuïc est le site à ciel ouvert du plongeon et accueille jusqu'à 4 000 spectateurs.
Le Moll de la fusta dans le vieux port de Barcelone est le site de la nage en eau libre.

### Mascotte et musique
Le 22 mai 2012, est présentée la mascotte de la compétition, baptisée Xop. Elle est créée par Albert Mir sous la forme d’une goutte d’eau dont la surface est une mosaïque rappelant les œuvres de Antoni Gaudí.
En juin, le comité d’organisation choisit le pianiste et compositeur Albert Guinovart i Mingacho pour écrire les musiques des championnats.

## Podiums

### Nage en eau libre
| Épreuves    | Or                                                                    | Argent                                                                     | Bronze                                                            |
| Hommes      | Hommes                                                                | Hommes                                                                     | Hommes                                                            |
| ----------- | --------------------------------------------------------------------- | -------------------------------------------------------------------------- | ----------------------------------------------------------------- |
| 5 km        | Oussama Mellouli (TUN) 53 min 30 s 4                                  | Eric Hedlin (CAN) 53 min 31 s 6                                            | Thomas Lurz (GER) 53 min 32 s 2                                   |
| 10 km       | Spyridon Gianniotis (GRE) 1 h 49 min 11 s 8                           | Thomas Lurz (GER) 1 h 49 min 14 s 5                                        | Oussama Mellouli (TUN) 1 h 49 min 19 s 2                          |
| 25 km       | Thomas Lurz (GER) 4 h 47 min 27 s 0                                   | Brian Ryckeman (BEL) 4 h 47 min 27 s 4                                     | Evgeny Drattsev (RUS) 4 h 47 min 28 s 1                           |
| Femmes      |                                                                       |                                                                            |                                                                   |
| 5 km        | Haley Anderson (USA) 56 min 34 s 2                                    | Poliana Okimoto (BRA) 56 min 34 s 4                                        | Ana Marcela Cunha (BRA) 56 min 44 s 7                             |
| 10 km       | Poliana Okimoto (BRA) 1 h 58 min 19 s 2                               | Ana Marcela Cunha (BRA) 1 h 58 min 19 s 5                                  | Angela Maurer (GER) 1 h 58 min 20 s 2                             |
| 25 km       | Martina Grimaldi (ITA) 5 h 7 min 19 s 7                               | Angela Maurer (GER) 5 h 7 min 19 s 8                                       | Eva Fabian (USA) 5 h 7 min 20 s 4                                 |
| Par équipes |                                                                       |                                                                            |                                                                   |
| 5 km mixte  | Allemagne Christian Reichert Thomas Lurz Isabelle Härle 52 min 54 s 9 | Grèce Spyridon Gianniotis Antonios Fokaidis Kalliopi Araouzou 54 min 3 s 3 | Brésil Allan Do Carmo Samuel De Bona Poliana Okimoto 54 min 3 s 5 |

### Natation sportive

#### Hommes
| Épreuves               | Or | Argent | Bronze |
| Nage libre             | Nage libre | Nage libre | Nage libre |
| ---------------------- | --- | --- | --- |
| 50 m                   | César Cielo (BRA) 21 s 32 | Vladimir Morozov (RUS) 21 s 47 | George Bovell (TRI) 21 s 51 |
| 100 m                  | James Magnussen (AUS) 47 s 71 | James Feigen (USA) 47 s 82 | Nathan Adrian (USA) 47 s 84 |
| 200 m                  | Yannick Agnel (FRA) 1 min 44 s 20 | Conor Dwyer (USA) 1 min 45 s 32 | Danila Izotov (RUS) 1 min 45 s 59 |
| 400 m                  | Sun Yang (CHN) 3 min 41 s 59 | Kōsuke Hagino (JPN) 3 min 44 s 82 RN | Connor Jaeger (USA) 3 min 44 s 85 |
| 800 m                  | Sun Yang (CHN) 7 min 41 s 36 | Michael McBroom (USA) 7 min 43 s 60 | Ryan Cochrane (CAN) 7 min 43 s 70 |
| 1 500 m                | Sun Yang (CHN) 14 min 41 s 15 | Ryan Cochrane (CAN) 14 min 42 s 48 | Gregorio Paltrinieri (ITA) 14 min 45 s 37 |
| Dos                    | | | |
| 50 m                   | Camille Lacourt (FRA) 24 s 42 | Jérémy Stravius (FRA) Matt Grevers (USA) 24 s 54 | — |
| 100 m                  | Matt Grevers (USA) 52 s 93 | David Plummer (USA) 53 s 12 | Jérémy Stravius (FRA) 53 s 21 |
| 200 m                  | Ryan Lochte (USA) 1 min 53 s 79 | Radosław Kawęcki (POL) 1 min 54 s 24 RE | Tyler Clary (USA) 1 min 54 s 64 |
| Brasse                 | | | |
| 50 m                   | Cameron van der Burgh (RSA) 26 s 77 | Christian Sprenger (AUS) 26 s 78 ROc | Giulio Zorzi (RSA) 27 s 04 |
| 100 m                  | Christian Sprenger (AUS) 58 s 79 | Cameron van der Burgh (RSA) 58 s 97 | Felipe Lima (BRA) 59 s 65 |
| 200 m                  | Dániel Gyurta (HUN) 2 min 7 s 23 CR | Marco Koch (GER) 2 min 8 s 54 | Matti Mattsson (FIN) 2 min 8 s 95 RN |
| Papillon               | | | |
| 50 m                   | César Cielo (BRA) 23 s 01 | Eugene Godsoe (USA) 23 s 05 | Frédérick Bousquet (FRA) 23 s 11 |
| 100 m                  | Chad le Clos (RSA) 51 s 06 | László Cseh (HUN) 51 s 45 | Konrad Czerniak (POL) 51 s 46 |
| 200 m                  | Chad le Clos (RSA) 1 min 54 s 32 | Paweł Korzeniowski (POL) 1 min 55 s 01 | Wu Peng (CHN) 1 min 55 s 09 |
| Quatre nages           | | | |
| 200 m                  | Ryan Lochte (USA) 1 min 54 s 98 | Kōsuke Hagino (JPN) 1 min 56 s 29 | Thiago Pereira (BRA) 1 min 56 s 30 |
| 400 m                  | Daiya Seto (JPN) 4 min 8 s 69 | Chase Kalisz (USA) 4 min 9 s 22 | Thiago Pereira (BRA) 4 min 9 s 49 |
| Relais                 | | | |
| 4 × 100 m nage libre   | France Yannick Agnel (48 s 76) Florent Manaudou (47 s 93) Fabien Gilot (46 s 90) Jérémy Stravius (47 s 59) 3 min 11 s 18 Amaury Leveaux Grégory Mallet William Meynard | États-Unis Nathan Adrian (47 s 95) Ryan Lochte (47 s 80) Anthony Ervin (47 s 44) James Feigen (48 s 23) 3 min 11 s 42 Ricky Berens Conor Dwyer                | Russie Andrey Grechin (48 s 09) Nikita Lobintsev (47 s 91) Vladimir Morozov (47 s 40) Danila Izotov (48 s 04) 3 min 11 s 44 Evgeny Lagunov Aleksandr Sukhorukov |
| 4 × 200 m nage libre   | États-Unis Conor Dwyer (1 min 45 s 76) Ryan Lochte (1 min 44 s 98) Charles Houchin (1 min 45 s 59) Ricky Berens (1 min 45 s 39) 7 min 1 s 72 Matt McLean Michael Klueh | Russie Danila Izotov (1 min 45 s 14) Nikita Lobintsev (1 min 46 s 23) Artem Lobuzov (1 min 46 s 16) Aleksandr Sukhorukov (1 min 46 s 39) 7 min 3 s 92         | Chine Wang Shun (1 min 47 s 41) Hao Yun (1 min 47 s 25) Li Yunqi (1 min 46 s 92) Sun Yang (1 min 43 s 16) 7 min 4 s 74 Lü Zhiwu                                 |
| 4 × 100 m quatre nages | France Camille Lacourt (53 s 23) Giacomo Perez-Dortona (59 s 56) Jérémy Stravius (51 s 33) Fabien Gilot (47 s 39) 3 min 31 s 51                                        | Australie Ashley Delaney (53 s 55) Christian Sprenger (58 s 47) Tommaso D'Orsogna (52 s 34) James Magnussen (47 s 28) 3 min 31 s 64 Kenneth To Cameron McEvoy | Japon Ryōsuke Irie (53 s 48) Kōsuke Kitajima (59 s 29) Takuro Fujii (51 s 67) Shinri Shioura (47 s 82) 3 min 32 s 26                                            |

#### Femmes
| Épreuves               | Or | Argent | Bronze |
| Nage libre             | Nage libre | Nage libre | Nage libre |
| ---------------------- | --- | --- | --- |
| 50 m                   | Ranomi Kromowidjojo (NED) 24 s 05 | Cate Campbell (AUS) 24 s 14 | Francesca Halsall (GBR) 24 s 30 |
| 100 m                  | Cate Campbell (AUS) 52 s 34 | Sarah Sjöström (SWE) 52 s 89 | Ranomi Kromowidjojo (NED) 53 s 42 |
| 200 m                  | Missy Franklin (USA) 1 min 54 s 81 | Federica Pellegrini (ITA) 1 min 55 s 14 | Camille Muffat (FRA) 1 min 55 s 72 |
| 400 m                  | Katie Ledecky (USA) 3 min 59 s 82 RAm | Melanie Costa Schmid (ESP) 4 min 2 s 47 RN | Lauren Boyle (NZL) 4 min 3 s 89 |
| 800 m                  | Katie Ledecky (USA) 8 min 13 s 86 RM, RC | Lotte Friis (DEN) 8 min 16 s 32 | Lauren Boyle (NZL) 8 min 18 s 58 ROc |
| 1 500 m                | Katie Ledecky (USA) 15 min 36 s 53 RM, RC | Lotte Friis (DEN) 15 min 38 s 88 RE | Lauren Boyle (NZL) 15 min 44 s 71 ROc |
| Dos                    | | | |
| 50 m                   | Zhao Jing (CHN) 27 s 29 | Fu Yuanhui (CHN) 27 s 39 | Aya Terakawa (JPN) 27 s 53 |
| 100 m                  | Missy Franklin (USA) 58 s 42 | Emily Seebohm (AUS) 59 s 06 | Aya Terakawa (JPN) 59 s 23 |
| 200 m                  | Missy Franklin (USA) 2 min 4 s 76 RC | Belinda Hocking (AUS) 2 min 6 s 66 | Hilary Caldwell (CAN) 2 min 6 s 80 |
| Brasse                 | | | |
| 50 m                   | Yuliya Efimova (RUS) 29 s 52 RN | Rūta Meilutytė (LTU) 29 s 59 | Jessica Hardy (USA) 29 s 80 RAm |
| 100 m                  | Rūta Meilutytė (LTU) 1 min 4 s 42 | Yuliya Efimova (RUS) 1 min 5 s 02 RN | Jessica Hardy (USA) 1 min 5 s 52 |
| 200 m                  | Yuliya Efimova (RUS) 2 min 19 s 41 RN | Rikke Møller Pedersen (DEN) 2 min 20 s 08 | Micah Lawrence (USA) 2 min 22 s 37 |
| Papillon               | | | |
| 50 m                   | Jeanette Ottesen Gray (DEN) 25 s 24 | Lu Ying (CHN) 25 s 42 RAs | Ranomi Kromowidjojo (NED) 25 s 53 |
| 100 m                  | Sarah Sjöström (SWE) 56 s 53 | Alicia Coutts (AUS) 56 s 97 | Dana Vollmer (USA) 57 s 24 |
| 200 m                  | Liu Zige (CHN) 2 min 4 s 59 | Mireia Belmonte García (ESP) 2 min 4 s 78 | Katinka Hosszú (HUN) 2 min 5 s 59 |
| Quatre nages           | | | |
| 200 m                  | Katinka Hosszú (HUN) 2 min 7 s 92 | Alicia Coutts (AUS) 2 min 9 s 39 | Mireia Belmonte García (ESP) 2 min 9 s 45 RN |
| 400 m                  | Katinka Hosszú (HUN) 4 min 30 s 41 | Mireia Belmonte García (ESP) 4 min 31 s 21 | Elizabeth Beisel (USA) 4 min 31 s 69 |
| Relais                 | | | |
| 4 × 100 m nage libre   | États-Unis Missy Franklin (53 s 51) Natalie Coughlin (52 s 98) Shannon Vreeland (53 s 22) Megan Romano (52 s 60) 3 min 32 s 31 RAm Simone Manuel Elizabeth Pelton                                   | Australie Cate Campbell (52 s 33) Bronte Campbell (53 s 47) Emma McKeon (53 s 19) Alicia Coutts (53 s 44) 3 min 32 s 43 ROc Brittany Elmslie Emily Seebohm                | Pays-Bas Elise Bouwens (55 s 68) Femke Heemskerk (52 s 86) Inge Dekker (54 s 58) Ranomi Kromowidjojo (52 s 65) 3 min 35 s 77 Esmee Vermeulen                      |
| 4 × 200 m nage libre   | États-Unis Katie Ledecky (1 min 56 s 32) Shannon Vreeland (1 min 56 s 97) Karlee Bispo (1 min 57 s 58) Missy Franklin (1 min 54 s 27) 7 min 45 s 14 Chelsea Chenault Madeline Dirado Jordan Mattern | Australie Bronte Barratt (1 min 57 s 04) Kylie Palmer (1 min 56 s 29) Brittany Elmslie (1 min 56 s 42) Alicia Coutts (1 min 57 s 33) 7 min 47 s 08 Emma McKeon Ami Matsuo | France Camille Muffat (1 min 56 s 45) Charlotte Bonnet (1 min 56 s 81) Mylène Lazare (1 min 59 s 15) Coralie Balmy (1 min 56 s 02) 7 min 48 s 43 Isabelle Mabboux |
| 4 × 100 m quatre nages | États-Unis Missy Franklin (58 s 39) Jessica Hardy (1 min 5 s 10) Dana Vollmer (56 s 31) Megan Romano (53 s 43) 3 min 53 s 23 Elizabeth Pelton Breeja Larson Claire Donahue Shannon Vreeland         | Australie Emily Seebohm (59 s 40) Sally Foster (1 min 6 s 84) Alicia Coutts (56 s 89) Cate Campbell (52 s 09) 3 min 55 s 22 Samantha Marshall Emma McKeon                 | Russie Daria Ustinova (1 min 0 s 58) Yuliya Efimova (1 min 4 s 82) Svetlana Chimrova (57 s 64) Veronika Popova (53 s 43) 3 min 56 s 47 Anna Belousova             |

#### Légende
RM Record du monde | RAf Record d'Afrique | RAm Record d'Amérique | RAs Record d'Asie | RE Record d'Europe | ROc Record d'Océanie | RC Record des championnats | RN Record national | disq. Disqualification

#### Records du monde battus
| Date            | Discipline         | Phase       | Nouveau détenteur     | Nouveau temps  | Ancien détenteur  | Ancien temps   | Année |
| --------------- | ------------------ | ----------- | --------------------- | -------------- | ----------------- | -------------- | ----- |
| 29 juillet 2013 | 100 m brasse       | Demi-finale | Rūta Meilutytė        | 1 min 4 s 35   | Jessica Hardy     | 1 min 4 s 45   | 2009  |
| 30 juillet 2013 | 1 500 m nage libre | Finale      | Katie Ledecky         | 15 min 36 s 53 | Kate Ziegler      | 15 min 42 s 54 | 2007  |
| 1er août 2013   | 200 m brasse       | Demi-finale | Rikke Møller Pedersen | 2 min 19 s 11  | Rebecca Soni      | 2 min 19 s 59  | 2012  |
| 3 août 2013     | 50 m brasse        | Séries      | Yuliya Efimova        | 29 s 78        | Jessica Hardy     | 29 s 80        | 2009  |
| 3 août 2013     | 50 m brasse        | Demi-finale | Rūta Meilutytė        | 29 s 48        | Yuliya Efimova    | 29 s 78        | 2013  |
| 3 août 2013     | 800 m nage libre   | Finale      | Katie Ledecky         | 8 min 13 s 86  | Rebecca Adlington | 8 min 14 s 10  | 2008  |

### Natation synchronisée
| Épreuves         | Or                                                          | Argent                                       | Bronze                                            |
| ---------------- | ----------------------------------------------------------- | -------------------------------------------- | ------------------------------------------------- |
| Solo technique   | Svetlana Romashina (RUS) 96,800 pts                         | Huang Xuechen (CHN) 95,500 pts               | Ona Carbonell (ESP) 94,400 pts                    |
| Solo libre       | Svetlana Romashina (RUS) 97,340 pts                         | Huang Xuechen (CHN) 95,720 pts               | Ona Carbonell (ESP) 94,290 pts                    |
| Duo technique    | Russie Svetlana Kolesnichenko Svetlana Romashina 97,300 pts | Chine Jiang Tingting Jiang Wenwen 94,900 pts | Espagne Ona Carbonell Margalida Crespí 93,800 pts |
| Duo libre        | Russie Svetlana Kolesnichenko Svetlana Romashina 97,680 pts | Chine Jiang Tingting Jiang Wenwen 95,350 pts | Espagne Ona Carbonell Margalida Crespí 94,990 pts |
| Équipe technique | Russie 96,600 pts                                           | Espagne 94,400 pts                           | Ukraine 93,300 pts                                |
| Équipe libre     | Russie 97,400 pts                                           | Espagne 94,230 pts                           | Ukraine 93,640 pts                                |
| Combiné libre    | Russie 97,080 pts                                           | Espagne 94,620 pts                           | Ukraine 93,350 pts                                |

### Plongeon
| Épreuves          | Or                        | Argent                               | Bronze                            |
| Hommes            | Hommes                    | Hommes                               | Hommes                            |
| ----------------- | ------------------------- | ------------------------------------ | --------------------------------- |
| Tremplin de 1 m   | Li Shixin (CHN) 460,5 pts | Illya Kvasha (UKR) 434,30 pts        | Kevin Chávez (MEX) 431,55 pts     |
| Tremplin de 3 m   | He Chong (CHN) 544,95 pts | Ievgueni Kouznetsov (RUS) 508,00 pts | Yahel Castillo (MEX) 498,30 pts   |
| Plateforme à 10 m | Qiu Bo (CHN) 581,00 pts   | David Boudia (USA) 517,40 pts        | Sascha Klein (GER) 508,55 pts     |
| Femmes            |                           |                                      |                                   |
| Tremplin de 1 m   | He Zi (CHN) 307,10 pts    | Tania Cagnotto (ITA) 307,00 pts      | Wang Han (CHN) 297,75 pts         |
| Tremplin de 3 m   | He Zi (CHN) 383,40 pts    | Wang Han (CHN) 356,25 pts            | Pamela Ware (CAN) 350,25 pts      |
| Plateforme à 10 m | Si Yajie (CHN) 392,15 pts | Chen Ruolin (CHN) 388,7 pts          | Yuliya Prokopchuk (UKR) 358,4 pts |

| Épreuves          | Or                                                 | Argent                                              | Bronze                                                  |
| Hommes            | Hommes                                             | Hommes                                              | Hommes                                                  |
| ----------------- | -------------------------------------------------- | --------------------------------------------------- | ------------------------------------------------------- |
| Tremplin de 3 m   | Chine Qin Kai He Chong 448,86 pts                  | Russie Ievgueni Kouznetsov Ilia Zakharov 428,01 pts | Mexique Jahir Ocampo Rommel Pacheco 422,79 pts          |
| Plateforme à 10 m | Allemagne Sascha Klein Patrick Hausding 461,46 pts | Russie Viktor Minibaev Artem Chesakov 445,95 pts    | Chine Cao Yuan Zhang Yanquan 445,56 pts                 |
| Femmes            |                                                    |                                                     |                                                         |
| Tremplin de 3 m   | Chine Wu Minxia Shi Tingmao 338,40 pts             | Italie Tania Cagnotto Francesca Dallapé 307,80 pts  | Canada Jennifer Abel Pamela Ware 292,08 pts             |
| Plateforme à 10 m | Chine Chen Ruolin Liu Huixia 356,28 pts            | Canada Meaghan Benfeito Roseline Filion 331,41 pts  | Malaisie Pandelela Rinong Pamg Mun Yee Leong 331,14 pts |

### Plongeon de haut-vol
| Épreuves | Or                               | Argent                        | Bronze                            |
| -------- | -------------------------------- | ----------------------------- | --------------------------------- |
| Hommes   | Orlando Duque (COL) 590,20 pts   | Gary Hunt (GBR) 589,30 pts    | Jonathan Paredes (MEX) 578,35 pts |
| Femmes   | Cesilie Carlton (USA) 211,60 pts | Ginger Huber (USA) 206,70 pts | Anna Bader (GER) 203,90 pts       |

### Water-polo
| Épreuves | Or      | Argent     | Bronze  |
| -------- | ------- | ---------- | ------- |
| Hommes   | Hongrie | Monténégro | Croatie |
| Femmes   | Espagne | Australie  | Hongrie |

## Tableau des médailles
- Pays organisateur (Espagne)

| Rang  | Nation            | Or | Argent | Bronze | Total |
| ----- | ----------------- | -- | ------ | ------ | ----- |
| 1     | États-Unis        | 15 | 10     | 9      | 34    |
| 2     | Chine             | 14 | 8      | 4      | 26    |
| 3     | Russie            | 9  | 6      | 4      | 19    |
| 4     | France            | 4  | 1      | 4      | 9     |
| 5     | Hongrie           | 4  | 1      | 2      | 7     |
| 6     | Australie         | 3  | 11     | 0      | 14    |
| 7     | Allemagne         | 3  | 3      | 4      | 10    |
| 8     | Brésil            | 3  | 2      | 5      | 10    |
| 9     | Afrique du Sud    | 3  | 1      | 1      | 5     |
| 10    | Espagne           | 1  | 6      | 5      | 12    |
| 11    | Italie            | 1  | 3      | 1      | 5     |
| 12    | Danemark          | 1  | 3      | 0      | 4     |
| 13    | Japon             | 1  | 2      | 3      | 6     |
| 14    | Grèce             | 1  | 1      | 0      | 2     |
| 14    | Lituanie          | 1  | 1      | 0      | 2     |
| 14    | Suède             | 1  | 1      | 0      | 2     |
| 17    | Pays-Bas          | 1  | 0      | 3      | 4     |
| 18    | Tunisie           | 1  | 0      | 1      | 2     |
| 19    | Colombie          | 1  | 0      | 0      | 1     |
| 20    | Canada            | 0  | 3      | 4      | 7     |
| 21    | Pologne           | 0  | 2      | 1      | 3     |
| 22    | Ukraine           | 0  | 1      | 4      | 5     |
| 23    | Royaume-Uni       | 0  | 1      | 1      | 2     |
| 24    | Belgique          | 0  | 1      | 0      | 1     |
| 24    | Monténégro        | 0  | 1      | 0      | 1     |
| 26    | Mexique           | 0  | 0      | 4      | 4     |
| 27    | Nouvelle-Zélande  | 0  | 0      | 3      | 3     |
| 28    | Croatie           | 0  | 0      | 1      | 1     |
| 28    | Finlande          | 0  | 0      | 1      | 1     |
| 28    | Malaisie          | 0  | 0      | 1      | 1     |
| 28    | Trinité-et-Tobago | 0  | 0      | 1      | 1     |
| Total | Total             | 68 | 69     | 67     | 204   |